# Blit

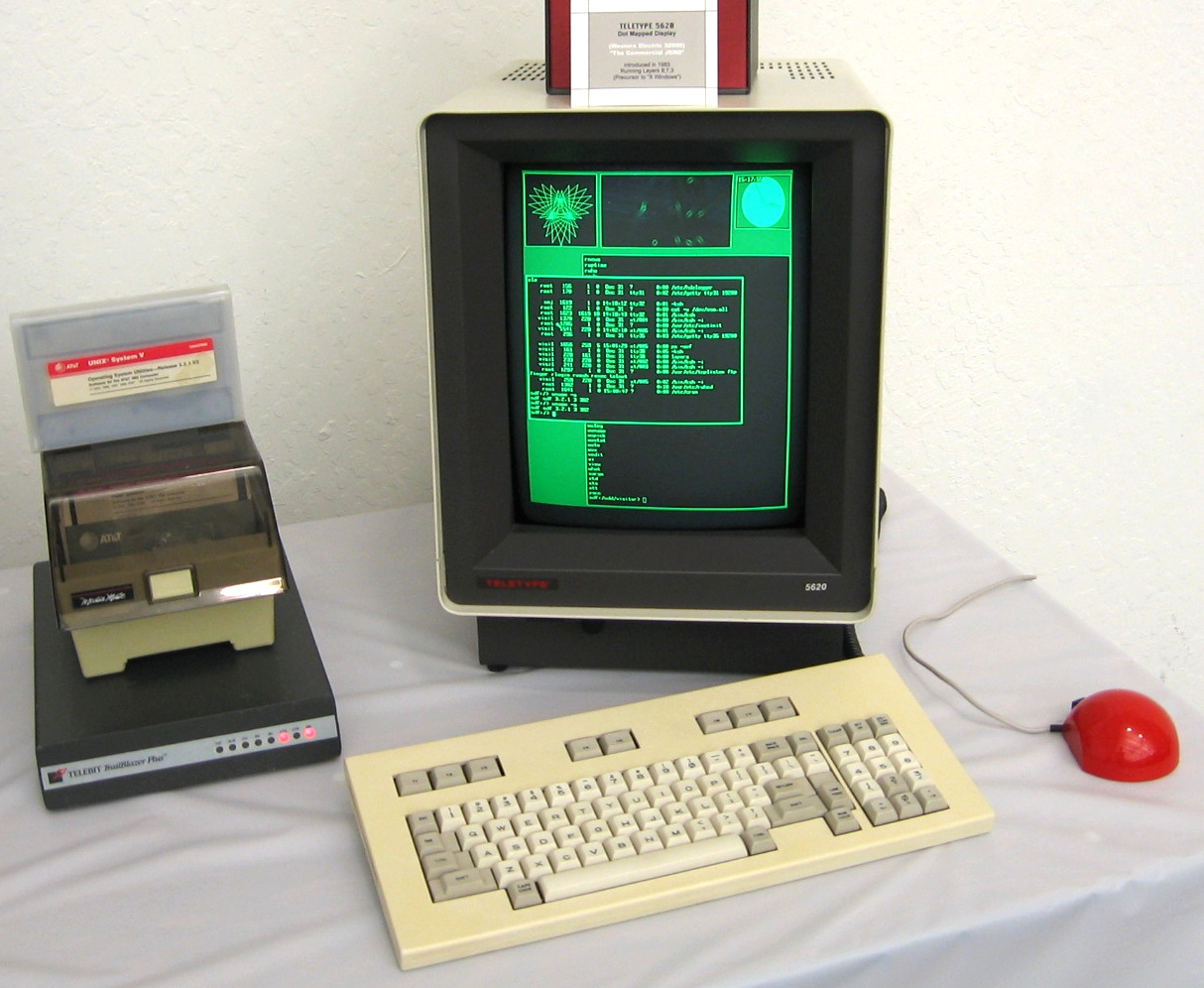
DMD 5620

En informática, Blit era una  terminal gráfica de  mapa de bits, fue diseñada por Robert Pike y Bart Locanthi Jr. de Bell Labs en 1982.

## Historia
AT&T y la corporación Teletype comercializaron la tecnología Blit. En 1984 fue liberado el DMD (dot-mapped display) 5620, seguido de los modelos 630 MTG (multi-tasking graphics) en 1987 y el 730 en 1989.

## Funcionalidad
Cuando se encendía, el Blit parecía un terminal "tonto" de texto, aunque más alto que de costumbre, pero luego de acceder a un host Unix (conectado al terminal mediante el puerto serie), el host podía cargar (mediante secuencias de escape especiales) software en el microprocesador Motorola 68000 del display. Este software podía hacer uso de las todas las capacidades gráficas del terminal así como de los periféricos conectados a él, como por ejemplo un  ratón de informática.

## Sistemas de Ventanas
Pike escribió dos sistemas de ventanas para Blit, mpx para Unix 8.ª Edición y mux para la 9.ª Edición, ambos de diseño minimalista. Posteriormente este diseño influenció los sistemas de ventanas  8½ y  rio del sistema operativo Plan 9. Cuando Blit se comercializó como DMD 5620, se agregó a  System V.3 una variante de mpx nombrada "layers".